# エドマンド・バトラー (初代キルケニー伯爵)
初代キルケニー伯爵エドマンド・バトラー（英語: Edmund Butler, 1st Earl of Kilkenny、1771年1月6日 – 1846年7月16日）は、アイルランド貴族。

## 生涯
第11代マウントガーレット子爵エドマンド・バトラーとヘンリエッタ・バトラー（Henrietta Butler、1750年8月15日 – 1785年6月16日、初代キャリック伯爵サマセット・ハミルトン・バトラーの娘）の息子として、1771年1月6日に生まれ、メリルボーンで洗礼を受けた。
1793年6月8日、ミルドレッド・ファウラー（Mildred Fowler、1830年12月30日没、ロバート・ファウラーの娘）と結婚した。その1か月後にあたる1793年7月16日に父が死去すると、マウントガーレット子爵の爵位を継承、さらに数か月後の1793年12月20日にキルケニー伯爵に叙された。
1799年より精神疾患で狂気に陥っていたという。
1846年7月16日に死去した。キルケニー伯爵は断絶、マウントガーレット子爵は弟ヘンリーの息子ヘンリー・エドマンドが継承した。